# Бествина (гмина)
Бествина (пол. Bestwina) — сельская гмина (волость) в Польше, входит как административная единица в Бельский повет (силезский), Силезское воеводство. Население — 10 315 человек (на 2004 год).

## Демография
| Перепись                       | Всего   | Всего | Женщины | Женщины | Мужчины | Мужчины |
| ------------------------------ | ------- | ----- | ------- | ------- | ------- | ------- |
| Единицы                        | человек | %     | человек | %       | человек | %       |
| Население                      | 10 315  | 100   | 5294    | 51,3    | 5021    | 48,7    |
| Плотность населения (чел./км²) | 274,7   | 274,7 | 141     | 141     | 133,7   | 133,7   |

## Сельские округа
1. Бествина
2. Бествинка
3. Яновице
4. Канюв

## Соседние гмины
1. Бельско-Бяла
2. Гмина Чеховице-Дзедзице
3. Гмина Медзьна
4. Гмина Пщина
5. Гмина Вилямовице